# Чемпіонат Швеції з футболу 1902
Svenska Mästerskapet 1902 — сьомий чемпіонат Швеції з футболу. 
Чемпіоном Швеції став клуб «Ергрюте» ІС (Гетеборг).

## Фінал
30 серпня 1902 «Ергрюте» ІС (Гетеборг) — Єнчепінґ АІФ 8:0